# Rynek w Brzostku
Rynek w Brzostku – centrum założenia miejskiego Brzostku w powiecie dębickim.

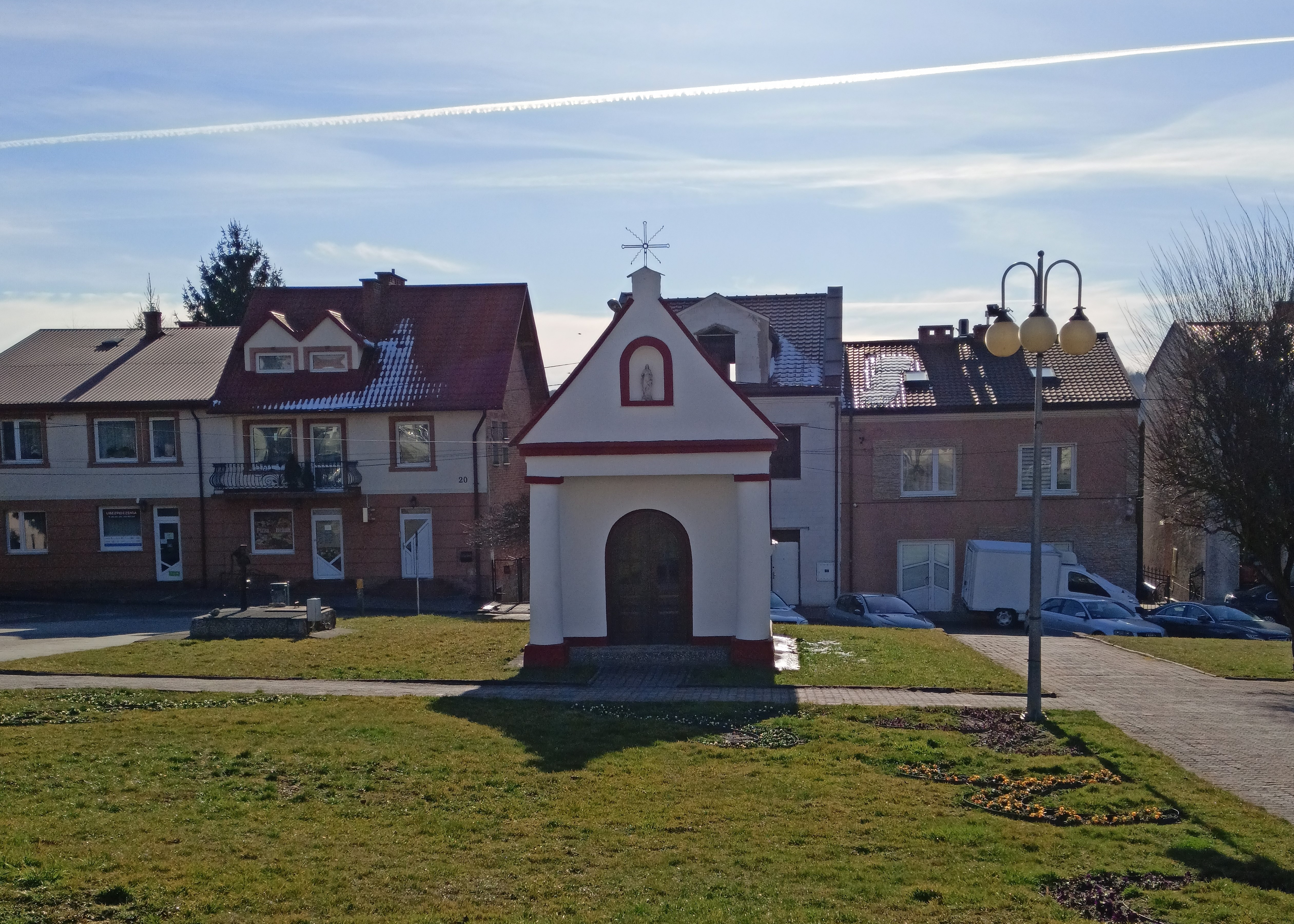
Kapliczka pw. św. Jana Nepomucena

Rynek, wraz z założeniem miejskim, powstał w 1367 r., łącząc w sobie model pseudoowalnicowy z modelem 9-polowym. Na jego lokalizację wpłynęły prawdopodobnie sprzyjające obronie warunki terenowe: strome zbocza wzgórza, na cyplu którego jest usytuowany oraz płynące u jego podnóża rzeka Wisłoka i potok Słony. Plac ma wymiary 67,5 × 135 metrów (1,5 × 3 sznury duże) i jest nietypowy dla podobnych założeń z analogicznego okresu, gdyż ma formę wydłużonego w kierunku północ-południe (wzdłuż szlaku handlowego biegnącego doliną Wisłoki na Węgry) prostokąta. Wnętrze otaczają cztery pojedyncze bloki zabudowy o głębokości jednego sznura. Z XVI wieku pochodzą pierwsze wzmianki o ratuszu, który stał w centrum rynku (zapewne już wcześniej). Pierwotnie pierzeje zabudowane były domami drewnianymi, usytuowanymi kalenicowo, ale były one stopniowo zastępowane przez budynki usytuowane szczytowo. Liczne wojny i pożary powodowały częstą wymianę zabudowy, układ z okresu lokacji został częściowo naruszony w XVIII w. przez trakt biegnący z Pilzna na Słowację – droga przerwała wówczas północną pierzeję.
Po II wojnie światowej rozebrano ruiny ratusza, a także kilka kamienic. Część placu zadrzewiono, w południowej części rynku pozostała klasycystyczna kapliczka św. Jana Nepomucena, ujęta w gminnej ewidencji zabytków. Pochodzi ona z 1816 i była przebudowywana podczas I wojny światowej i w latach 80. XX wieku.
Historyczny układ urbanistyczny Brzostku został w 1978 r. wpisany do rejestru zabytków województwa podkarpackiego (A-150 z 11 marca 1978 r.). Zabytkowy zespół urbanistyczny obejmuje Rynek, zespół kościelno–plebański oraz charakterystyczną parterową zabudowę i domy mieszczańskie z XVIII i XIX w. Oprócz kapliczki do ewidencji zabytków gminy Brzostek wpisane zostały budynki pod adresami: Rynek 1 (magistrat), 2, 3, 9, 12, 13, 14 (dawny sąd grodzki), 15, 18, 29, 30, 31, 33, 34 oraz 35.
Wschodnią część Rynku przecina droga krajowa nr 73. Na placu, lekko pochylonym ze względu na swoje położenie, istnieją liczne miejsca parkingowe.